# Onbetrouwbaarheid (statistiek)
In de statistiek is de onbetrouwbaarheid van een statistische toets het maximum (of het supremum) van de kansen op een fout van de eerste soort, dat wil zeggen van de kansen dat de nulhypothese ten onrechte wordt verworpen. In het geval van een enkelvoudige hypothese is er slechts één kans op een fout van de eerste soort en is deze kans dus de onbetrouwbaarheid. De onbetrouwbaarheid wordt meestal aangeduid met de Griekse letter α (alfa).
Als T de toetsingsgrootheid van de toets is en K het kritieke gebied, dan is:
{\displaystyle \alpha =\sup _{h\in H_{0}}P(T\in K|h).}
Voor een enkelvoudige nulhypothese vereenvoudigt zich dit tot:
{\displaystyle \alpha =P(T\in K|H_{0}).}

## Onbetrouwbaarheidsdrempel
Een statistische toets kan in principe op twee manieren uitgevoerd worden. Als de steekproef al bekend is, wordt meestal de overschrijdingskans (p-waarde) van het resultaat berekend, en gekeken of deze klein genoeg is om de nulhypothese te verwerpen. Is de steekproef niet bekend, dan zal men vaak het kritieke gebied (of de kritieke waarde) bepalen, door een maximaal toelaatbare waarde voor de onbetrouwbaarheid vast te stellen. Deze grens heet onbetrouwbaarheidsdrempel en wordt wel aangeduid met α0.